# План Вэнса — Оуэна
План Вэнса — Оуэна (англ. Wance–Owen plan) — план по мирному урегулированию конфликта в Боснии и Герцеговине, предложенный в январе 1993 года на Международной конференции по бывшей Югославии специальными представителями ООН Сайрусом Вэнсом и Дэвидом Оуэном. План поддержали боснийцы и хорваты, но отклонили сербы. Это был последний план мирного объединения Боснии и Герцеговины: последующие предусматривали раздел территории Боснии и Герцеговины между субъектами федерации.

## Содержание плана
План предусматривал создание унитарного государства Боснии и Герцеговины с разделом на 10 покраин, которые могли бы вести свои внутренние дела. Каждая из трёх этнических групп формировала своё национальное большинство в трёх провинциях, а Сараево как 10-я покраина должно было иметь статус этнически смешанного децентрализованного округа с постоянным правительством. Федеральные полномочия покраин ограничивались обороной, внешней политикой и торговлей. Администрация должна была состоять из трёх представителей основных этнических групп. Сербам отдавалось под контроль 27% территорий нового государства, но покраины были выбраны так, чтобы ни один из трёх народов не мог создать географически целостное государство. Это вызвало особенные возмущения у боснийских сербов: регионы с сербским большинством не граничили с Югославией.
1 апреля 1993 года Сайрус Вэнс подал в отставку с поста специального представителя ООН, и его место 1 мая занял министр иностранных дел Норвегии Торвальд Столтенберг. 24 апреля 1993 года Слободан Милошевич на встрече с Дэвидом Оуэном поддержал план, несмотря на санкции против СР Югославии. План поддержали боснийские мусульмане и хорваты, а также президент Хорватии Франьо Туджман. 1 мая 1993 года в Афинах должна была пройти мирная конференция по предложению Оуэна, но представитель сербов Радован Караджич отказывался подписывать соглашение, поскольку не признавал разделение Республики Сербской. После долгих уговоров Слободана Милошевича, Момира Булатовича и Добрицы Чосича Караджич согласился подписать соглашение, но при условии ратификации его Народной Скупщиной Республики Сербской.
5 мая 1993 года была созвана Скупщина, на заседании которой были Милошевич, Булатович, Чосич и премьер-министр Греции Константинос Мицотакис. Генерал Ратко Младич показал представителям Югославии территории, контролируемые ВС Республики Сербской, и территории, которые оставлял сербам план Вэнса — Оуэна. В итоге на закрытом заседании депутаты Народной Скупщины отклонили план, и югославская делегация покинула заседание. 18 июня Дэвид Оуэн признал провал плана.